# Cane da ferma tedesco a pelo ruvido
Il cane da ferma tedesco a pelo ruvido è un potente cane da ferma polivalente originario della Germania.

## Origini
Lo  stichelhaar è una delle più antiche razze tedesche di cani da caccia. Esso deriva dall'antico  hühnerhund (cane da penna): non si tratta dunque di una varietà di creazione recente, bensì di una razza antica che è stata recuperata partendo dai rari soggetti sopravvissuti e rimasti in Germania. Il Club dello stichelhaar (oggi  Verein Deutsch Stichelhaar), fondato nel 1892, ha applicato sin dall'inizio della sua attività le regole dell'allevamento della razza pura, escludendo tassativamente qualsiasi incrocio con razze inglesi.

## Caratteristiche fisiche
Lo stichelhaar è un cane di taglia medio-grande, di corporatura solida e dall'espressione severa (quest'ultima caratteristica è dovuta alla presenza di barba, baffi e sopracciglia ispide).
La testa è larga, proporzionata al corpo, con stop marcato, muso lungo e canna nasale diritta. Il tartufo è di color marrone.
Gli occhi, lievemente ovali e di media grandezza, sono di color marrone (mai gialli). Le orecchie, di media lunghezza e pendenti aderenti alla testa, sono attaccate alte e hanno l'estremità arrotondata.
Caratteristica fondamentale del mantello è il pelo duro, rigido e ispido (lungo circa 4 cm). I colori ammessi sono:
-marrone, con o senza macchia bianca al petto;
-roano marrone, con o senza chiazze marroni;
-roano chiaro, con o senza chiazze marroni.
La coda, ben fornita di pelo e attaccata non troppo bassa, è di lunghezza media e grossa alla radice, ed è generalmente portata diritta.

## Temperamento
È un cane equilibrato, docile, resistente, coraggioso e molto sicuro di sé.